# Jainoel Abdul
Jainoel Abdul is een Surinaams oud-politicus. Hij was minister in 1985.

## Biografie
Ir. Jainoel Abdul trad op 2 januari 1985 toe tot het kabinet-Udenhout II als minister van Openbare Werken, Telecommunicatie en Bouwnijverheid. Dit was gedurende de militaire periode in Suriname. Hiervóór had minister Erik Tjon Kie Sim de taken er extra bij uitgevoerd in het kabinet-Udenhout I.
Abdul was een van de afgevaardigden van de vier vakbonden: de Moederbond, C-47, de CLO en de PWO. In maart zegden de bonden het vertrouwen in minister Edmund Dankerlui op. Zijn eigen PWO weigerde met de andere bonden mee te gaan. De kabinetscrisis leek van de baan toen het militaire regime en de ASFA hadden laten weten niet mee te gaan met het standpunt van de drie bonden. Een kleine twee weken later escaleerde het echter toen de drie bonden hun afgevaardigde ministers uit het kabinet terugtrokken, onder wie Adbul.
Abdul was sinds ten minste 2001 verbonden aan  het ministerie van Natuurlijke Hulpbronnen (NH). In maart 2005 was hij daar directeur voor Mijnbouw en Elektrificatie en sinds het aantreden van het nieuwe kabinet de hoogste directeur op het ministerie. In augustus 2010 nam minister Jim Hok van NH hem aan als adviseur.